# 트리폴리 조약
트리폴리 조약(영어: Treaty of Peace and Friendship between the United States of America and the Bey and Subjects of Tripoli of Barbary)은 1796년에 체결되었다. 이는 미국과 트리폴리(현재 리비아) 간에 상업 선박 운송 권리를 확보하고 지중해에서 현지 바르바리 해적으로부터 미국 선박을 보호하기 위해 체결된 첫 번째 조약이었다.
이 조약은 열렬한 제퍼슨주의 공화주의자였던 조엘 발로가 작성했으며, 1796년 11월 4일 트리폴리에서, 그리고 1797년 1월 3일 알제에서 (제3자 증인으로서) 서명되었다. 이 조약은 1797년 6월 7일 미국 상원에 의해 만장일치로 논쟁 없이 비준되었고, 대통령 존 애덤스의 서명을 받아 1797년 6월 10일에 발효되었다.
애덤스의 뒤를 이어 대통령이 된 토머스 제퍼슨은 이 조약에 명시된 트리폴리타니아에 대한 공물 지급을 거부했으며, 이는 부분적으로 제1차 바르바리 전쟁으로 이어졌다. 대체 조약인 평화 우호 조약은 1805년 6월 4일에 체결되었다.
이 조약은 종종 미국 정부에서 종교의 역할에 대한 논의에서 인용되는데, 상원에 의해 비준되고 대통령이 서명한 영어 번역본 제11조에 "[미국 정부는] 어떤 의미에서도 기독교에 기반을 두고 있지 않다"는 조항이 있기 때문이다. 그러나 공식 조약의 현대 번역본은 아랍어 원문에는 그러한 문구가 존재하지 않음을 확인한다.

## 바르바리 해적
조약 체결 시점까지 3세기 동안 지중해 항로는 바르바리 해안(트리폴리, 알제, 모로코, 튀니스)의 북아프리카 무슬림 국가들이 사략(정부가 허가한 해상강도)을 통해 약탈해 왔다. 바르바리 해적에게 붙잡힌 볼모는 몸값을 지불하거나 노예로 강제되어, 더 큰 오스만 노예 무역에 기여했다(바르바리 국가들은 이 무역의 일부였다). 포로들의 삶은 종종 가혹했으며, 특히 기독교인 포로들에게는 더욱 그러했고, 많은 이들이 학대로 인해 사망했다.
미국 독립 혁명(1775–1783) 이전, 영국의 북아메리카 식민지들은 영국 왕립 해군의 군함과 조약에 의해 바르바리 해적들로부터 보호받았다. 혁명 기간 중 프랑스 왕국은 1778년 이전 영국 식민지들(현재는 독립을 선언한 미국)과 동맹을 맺고 프랑스 해군으로 지중해와 동부 대서양에서 바르바리 해적들로부터 미국 상선을 보호하는 책임을 맡았다. 독립 혁명이 끝나고 새로운 미국이 파리 조약 (1783년) 서명을 통해 독립을 쟁취하자, 바르바리 해적의 위협에 홀로 맞서야 했다. 1785년 7월 두 척의 미국 선박이 알제 해적에게 나포되었고, 생존자들은 노예로 강제되었으며, 몸값은 6만 달러로 책정되었다. 당시 프랑스에서 필라델피아로 향하던 벤자민 프랭클린이 바르바리 해적에게 붙잡혔다는 소문이 돌자 미국에서는 상당한 동요가 일었다. 대륙해군이 해체되고 연합회의가 1785년에 마지막 군함을 매각하면서, 해군이 없어진 미국은 바다를 건너 군사력을 투사할 능력이 없었으므로, 선박의 안전과 붙잡힌 시민들의 자유를 위해 바르바리 국가들에게 공물과 물품을 지불할 수밖에 없었다. 1800년, 중위이자 영사였던 윌리엄 이턴이 새로 임명된 국무장관 존 마셜에게 "바르바리 국가들의 격언은 '우리와 좋은 관계를 유지하려는 기독교인들은 잘 싸우거나 잘 지불해야 한다'는 것입니다"라고 알렸다.
미국 건국 직후, 바르바리 해안 국가들의 지중해와 동부 대서양에서의 사략 행위는 미국으로 하여금 이른바 평화 조약 시리즈, 즉 바르바리 조약으로 알려진 조약들을 체결하게 만들었다. 모로코(1786년), 알제(1795년), 트리폴리(1797년), 튀니스(1797년)와 개별 조약들이 여러 차례 협상되었다. 알제, 트리폴리, 튀니스의 바르바리 국가들에 대한 미국 총영사는 조엘 발로였는데, 그는 여러 조약(트리폴리 조약 포함)의 문구를 다루고 바르바리 해안에서 미국의 외교적 노력을 지원했다. 전권대사(이자 마드리드의 스페인 왕국 주재 장관)였던 데이비드 험프리스는 트리폴리와 조약을 체결할 권한을 부여받았고, 조엘 발로와 조지프 도널드슨을 중개인으로 임명했다. 아랍어 원본과 그에게 제공된 영어 사본의 서명을 인증한 사람은 조엘 발로였다. 나중에 미국 해군 리처드 오브라이언 대위는 협상된 물품과 함께 조약을 처음으로 운송했지만, 조약의 최종 지불 요구 사항을 전달한 사람은 미국 영사 제임스 리앤더 캐스카트였다.

## 서명 및 비준
미국 초대 대통령 조지 워싱턴은 1795년 3월 30일 바르바리 강대국들과 조약을 협상하기 위해 오랜 동료인 데이비드 험프리스를 전권대사로 임명했다. 1796년 2월 10일, 험프리스는 조엘 발로와 조지프 도널드슨을 "하급 대리인"으로 임명하여 "평화와 우호 조약"을 체결하게 했다. 험프리스의 권한 하에 조약은 1796년 11월 4일 트리폴리에서 서명되었고, 1797년 1월 3일 알제에서 인증되었다. 험프리스는 1797년 2월 10일 리스본에서 조약을 검토하고 승인했다.
공식 조약은 아랍어로 되어 있었으며, 총영사 발로의 번역본은 1797년 6월 10일 미국에서 비준되었다. 조약 제11조는 조약의 원본 아랍어 버전에는 포함되지 않았다고 전해진다. 그 자리에는 알제 총독이 트리폴리 파샤에게 보낸 서신이 있다. 그러나 의회에서 비준된 것은 영어 텍스트였다. 밀러는 "발로 번역본은 상원에 제출되었고(American State Papers, Foreign Relations, II, 18–19) Statutes at Large 및 일반적으로 조약집에 인쇄된 것이며; 그것은 미국에서 항상 조약의 텍스트로 간주되어 온 영어 텍스트이다"라고 말한다.
이 조약은 트리폴리에서 알제, 포르투갈을 거쳐 서쪽으로 북대서양을 건너 미국에 이르기까지 7개월이 걸렸고, 각 경유지에서 관리들이 서명했다. 이 조약이 비준될 당시 트리폴리 조약에 대한 논의나 토론 기록은 없다. 그러나 존 애덤스 대통령이 문서에 다음과 같이 진술한 내용이 있다. 
이제 알려지거니와, 나 미합중국 대통령 존 애덤스는 상기 조약을 보고 고려하였으므로, 상원의 조언과 동의를 얻어 이를 수락, 비준, 확인하며, 그 모든 조항과 조문을 그러하다. 그리고 상기 조약이 미합중국 측에서 성실히 준수되고 이행되도록 하기 위하여, 나는 이 내용들을 공표하도록 명령하였으며; 이로써 미합중국 내 모든 문민 및 군인 직위에 있는 모든 사람들과 다른 모든 시민 또는 거주자들에게 상기 조약의 모든 조항과 조문을 충실히 준수하고 이행하도록 명령하고 요구하는 바이다.

공식 기록에 따르면, 존 애덤스 대통령이 1797년 5월에 조약을 미국 상원에 비준을 위해 보낸 후, 전체 조약이 상원 회의장에서 큰 소리로 낭독되었고, 모든 상원의원에게 사본이 인쇄되었다. 위원회는 조약을 검토하고 비준을 권고했다. 32명의 현직 상원의원 중 23명이 6월 7일 투표에 참석하여 만장일치로 비준 권고를 승인했다.

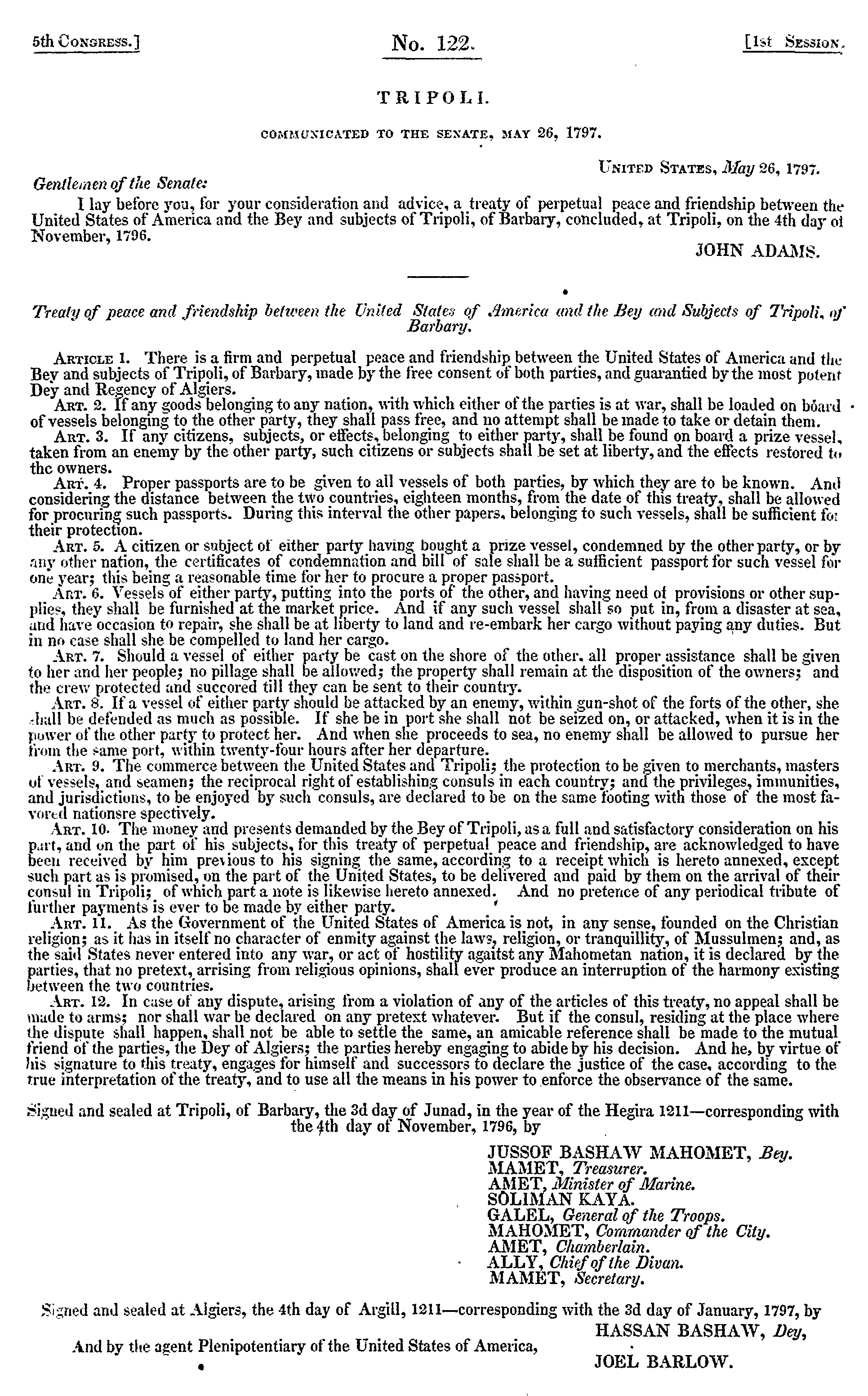
1797년 의회에 제출된 트리폴리 조약

그러나 미국에서 이 조약을 본 사람이 아무도 없었을 때, 필요한 지불금인 물품과 돈의 형태로 이미 일부가 지불되었다. 발로는 다음과 같이 선언했다: "미국인 선장 오브라이언에게 전달된 이 서한은 그가 우리에게 스페인 달러 4만 개, 금, 은, 핀스바흐 시계 13개, 다이아몬드 3개, 사파이어 1개, 시계가 달린 반지 1개 등 총 5개의 반지, 천 140피크, 비단 카프탄 4개를 전달했음을 알려준다. 이 모든 것은 미국인들과 체결된 평화에 대한 대가이다." 그러나 이것은 조약에 명시된 물품 중 불완전한 양이었고(트리폴리 파샤에 따르면) 추가로 18,000달러가 1799년 4월 10일 미국 영사 제임스 리앤더 캐스카트가 도착하자마자 지불되어야 했다.

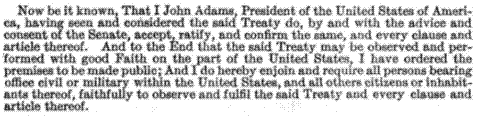
애덤스 대통령의 서명 진술

이러한 최종 물품이 전달된 후에야 트리폴리의 파샤는 이 조약을 공식적인 것으로 인정했다. 1776년부터 1937년까지 미국과 국제 관계에서 미국의 법적 입장에 대한 권위 있는 국제 협정집으로 간주되는 데이비드 헌터 밀러의 『미합중국의 조약 및 기타 국제 행위(Treaties and Other International Acts of the United States of America)』에서 헌터 밀러는 다음과 같이 기술한다: "원래 비준서는 캐스카트의 손에 있었지만... 1799년 4월 10일 합의된 합의에 따라 그 사본이 전달되었을 가능성이 있으며, 1799년 4월 10일 또는 그 무렵에 조약의 비준 교환과 거의 유사한 것이 있었을 가능성이 있다." 그리고 파샤는 1799년 4월 15일 존 애덤스에게 보낸 서신에서 다음과 같이 선언한다: "이로써 우리는 평화를 완수하였으며, 이는 우리가 다른 섭정들과 동일하게 대우받는 한, 우리 측에서는 침해되지 않을 것이다. 이것이 현재 우리가 당신에게 하고자 하는 말의 전부이며, 동시에 당신에게 무한한 번영을 기원한다."

### 제11조
제11조는 미국의 건국 원칙에 적용되는 정교분리 원칙에 대한 대중문화 논쟁에서 논쟁의 요점이 되어 왔다. 미국 상원에서 제11조가 포함된 영어 본문이 비준되었음에도 불구하고, 제11조가 포함된 페이지는 아랍어 버전의 조약에서는 누락되어 있다. 제11조의 당시 목적은 미국이 세속 국가임을 명확히 하고, 이 협정이 십자군에 참여했던 이전 기독교 국가들의 확장이 아님을 무슬림들에게 확신시키기 위함이었다.
제11조는 다음과 같다:
제11조. 미합중국 정부는 어떠한 의미에서도 기독교에 기반을 두고 있지 아니하며; 스스로 무슬림의 법률, 종교, 또는 평온에 대한 적대적 성격을 가지고 있지 아니하다; 그리고 상기 국가는 어떠한 마호메트교도(무함마드교도) 국가에 대해서도 전쟁이나 적대 행위를 한 적이 없으므로, 양 당사자는 종교적 의견에서 발생하는 어떠한 구실도 양국 간에 존재하는 조화를 방해하지 않을 것임을 선언한다.

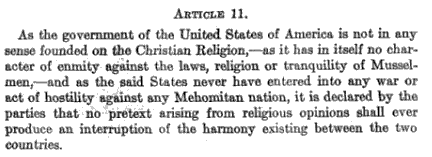
제11조

프랭크 램버트 퍼듀 대학교 역사학 교수에 따르면, 제11조의 보장은 "종교가 조약이 해석되고 집행되는 방식을 지배하지 않을 것임을 강조함으로써 무슬림 국가의 두려움을 완화시키기 위한 목적이었다. 존 애덤스와 상원은 이 협정이 두 주권 국가 간의 협정이지, 두 종교 권력 간의 협정이 아님을 명확히 했다." 램버트는 다음과 같이 썼다.
그들의 행동을 통해 건국의 아버지들은 그들의 주요 관심사가 종교적 자유였지, 국교의 진전이 아니었음을 분명히 했다. 개인이 정부가 아니라 미국에서 종교적 신앙과 실천을 정의할 것이었다. 따라서 건국자들은 미국이 어떤 공식적인 의미에서도 기독교 공화국이 아님을 보장했다. 헌법 제정 회의가 끝나고 10년 후, 국가는 미국이 세속 국가이며, 협상이 기독교 신앙의 지시가 아니라 법의 지배에 따를 것임을 세계에 확신시켰다. 이 보장은 1797년 트리폴리 조약에 포함되었으며, 종교가 조약이 해석되고 집행되는 방식을 지배하지 않을 것임을 강조함으로써 무슬림 국가의 두려움을 완화시키기 위한 목적이었다. 존 애덤스와 상원은 이 협정이 두 주권 국가 간의 협정이지, 두 종교 권력 간의 협정이 아님을 명확히 했다.

이 조약은 필라델피아 가제트와 뉴욕의 두 신문에 인쇄되었으며, 대중적인 반대는 거의 없었다(가장 주목할 만한 반대는 윌리엄 코벳이었다).

### 이후의 반대
애덤스 내각의 저명한 구성원인 제임스 맥헨리 국방장관은 제11조의 문구에 대해 비준 전에 항의했다고 주장했다. 그는 1800년 9월 26일 올리버 월콧 주니어 재무장관에게 다음과 같이 썼다: "상원은, 내 좋은 친구여, 그리고 나도 당시 그렇게 말했다, '미합중국 정부는 어떤 의미에서도 기독교에 기반을 두고 있지 않다'는 선언과 함께 언급된 조약을 비준해서는 안 되었다. 그것은 무엇에 기반을 두고 있는가? 이 행위는 나에게 항상 십자가를 짓밟는 것처럼 보였다. 나는 조엘 발로가 정부와 종교에 대한 이러한 폭거에 대해 질책을 받았다는 것을 기억하지 못한다."

### 번역과 제11조

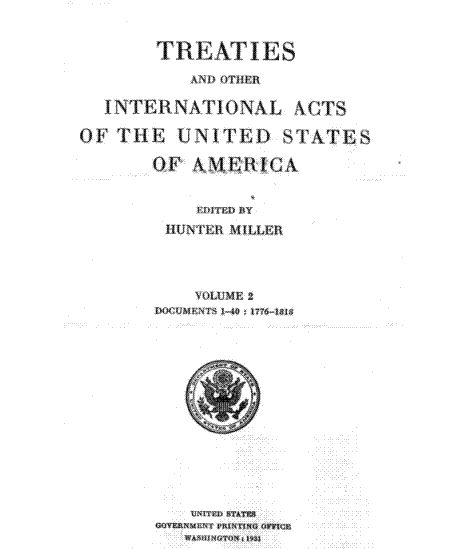
밀러의 조사 및 노트

발로의 트리폴리 조약 번역은 의문을 제기받았으며, 미국 상원이 비준한 조약의 영어 버전 제11조가 아랍어 버전에 같은 의미를 가진 어떤 내용과 일치하는지에 대해 논쟁이 있었다.
1931년 헌터 밀러는 미국 정부로부터 미국 조약을 분석하고 그 기능과 세계와의 관계에서 미국의 법적 입장에 대해 설명하는 임무를 완수했다. 헌터 밀러의 주석에 따르면, "발로 번역은 아랍어의 의미를 의역하거나 요약하려는 서툰 시도에 불과하며" "제11조는 ... 전혀 존재하지 않는다."
발로의 영어 번역본을 아랍어 및 이탈리아어 버전과 비교한 후, 밀러는 다음과 같이 주장한다:
제10조와 제12조 사이에 있는 아랍어 텍스트는 알제 데이(Dey)가 트리폴리 파샤에게 보낸 투박하고 과장되었지만 전혀 중요하지 않은 편지 형태이다. 그 글이 어떻게 쓰여졌고 발로 번역에서 쓰여진 대로 조약 제11조로 간주되었는지는 미스터리이며 앞으로도 그럴 것이다. 당시의 외교 서한에서는 이 점에 대해 전혀 밝혀진 바가 없다.

이로부터 밀러는 다음과 같이 결론 내린다: "더 나아가 아마도 똑같이 미스터리한 점은 1797년 이래로 발로 번역이 아랍어의 정확한 등가물로 신뢰되고 보편적으로 받아들여져 왔다는 사실이다... 그러나 발로 번역의 오류성에 대한 증거는 아마도 1800년경부터 국무부 기록 보관소에 있었다는 점이다." 그러나 밀러가 언급했듯이:
발로 번역은 상원(American State Papers, Foreign Relations, II, 18-19)에 제출되었고, Statues at Large와 일반적으로 조약집에 인쇄된 것이라는 점을 기억해야 한다. 그것이 미국에서 항상 조약의 텍스트로 간주되어 온 영어 텍스트이다.

아랍어와 영어 텍스트가 어떻게 다르든, 발로 번역본(제11조 포함)은 대통령이 제출하고 1797년 미국 상원에 의해 엄격한 헌법 절차에 따라 만장일치로 비준된 텍스트였다. 미국 법학자 프랜시스 와튼에 따르면, 원본 문서는 전 회중교회 목사에 의해 작성되었다.

## 바르바리 전쟁
이 조약은 1801년 트리폴리의 파샤인 유수프 카라만리에 의해 파기되었는데, 이는 토머스 제퍼슨 대통령이 파샤의 증액 요구를 거부했기 때문이다.
이후의 전투를 통해 트리폴리는 마침내 미국과 평화 조약에 동의했다. 토비아스 리어는 1805년 6월 4일 파샤 유수프와 두 번째 "평화와 우호 조약"을 협상했다. 많은 미국인들의 실망 속에, 새로운 합의에는 USS 필라델피아와 여러 미국 상선에서 붙잡힌 포로들의 석방을 위해 지불된 6만 달러(오늘날 1,036,933에 해당)의 몸값이 포함되었다. 1807년까지 알제는 다시 미국 선박과 선원들을 인질로 잡기 시작했다. 미영 전쟁의 전조와 전쟁 자체로 인해 정신이 없었던 미국은 1815년 제2차 바르바리 전쟁까지 도발에 대응할 수 없었고, 이로써 제1차 바르바리 전쟁과 제2차 바르바리 전쟁(1800~1815년)이 종결되었다.